# Opel Omega
Opel Omega var en personbil fra den tyske bilfabrikant Opel. Den første generation kom på markedet i 1986, havde modelbetegnelsen "A" og var en direkte efterfølger til den tidligere Opel Rekord-serie. Anden generation havde modelbetegnlesen "B", og blev introduceret i 1994 og faceliftet i 1999. I 2003 forsvandt navnet Omega, men modellen fik ingen direkte efterfølger.
Opel Omega A havde en tung arv at løfte. Rekord og senere Omega serien var placeret et underligt sted i modelrækken af biler fra Opel, da det trods størrelsen ikke var Opel´s flagskib. Flagskibet fra Opel på dette tidspunkt hed nemlig Opel Senator, og det var først da Omega B kom i 1994 at Senator modellen blev taget af programmet, og Omega egentlig blev Opels flagskib.

## Generationerne i overblik
- Omega A
1986−1993
- Omega B
1994−2003